# Arte esquemática na Península Ibérica

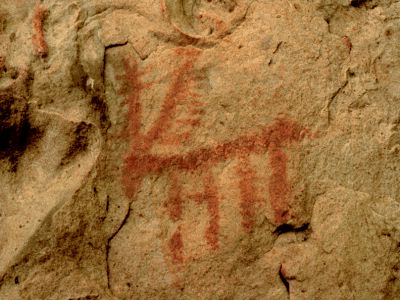
Cervo esquemático do abrigo gaditano conhecido como Tajo de las Figuras. A representação do animal caracteriza-se pelo uso de traços simplificados e convencionais, omitindo os detalhes menos relevantes, chegando a roçar a abstração. Apesar disso, a figura é compreensível e pode ser identificada a espécie animal.

Denomina-se arte esquemática uma série de representações pré-históricas, mormente pinturas rupestres, que aparecem na Península Ibérica associadas às primeiras culturas metalúrgicas do Calcolítico e da Idade do Bronze, mesmo com sobrevivências marginais no começo da Idade do Ferro.
A sua cronologia, ainda tema de debate, abrangeria do quarto ao primeiro milênio a.C., solapando-se, nos seus começos, com a Arte Levantina e sobrevivendo marginalmente em algumas zonas isoladas durante etapas mais tardias.
A sua principal característica é o esquematismo, um estilo figurativo no qual somente se representam os traços básicos de cada figura, tornando-se os elementos gráficos em meros rascunhos, mas sem perderem os traços mínimos de identificação.
O Esquematismo na arte é um conceito irmão doutros como o Realismo (uma representação figurativa mais ou menos fiel à natureza, com detalhes concretos que permitem identificar facilmente o figurado), a estilização (também figurativa, mas acentuando certos detalhes, repetindo-os e deformando-os até perder os seus traços realistas), e a abstração (representações completamente alheias à realidade, portanto não figurativas, ligadas a uma simbologia filosófica e que, embora puder ter semelhança com certos elementos reais, não é possível comprovar tal relação).
O fenômeno esquemático não é exclusivo da Península Ibérica, de fato ocorre em toda Europa e ainda, embora com datas e culturas muito diferentes, em todo o Mundo. A universalidade do fenômeno esquemático é sintoma de leis universais, como a homogeneidade na concepção dos pictogramas pelo ser humano.
Na Península Ibérica, o fenômeno esquemático tem aspetos próprios e diferenciadores, e o mesmo ocorre para outras regiões. Porém, esta tipologia artística é considerada pouco precisa, integrada num amplo movimento que afeta a quase toda a Europa e o Mediterrâneo, havendo manifestações esquemáticas por todo o mundo.
No seu nascimento tiveram um papel incerto as influências mediterrâneas orientalizantes, ao misturar-se com as tradições indígenas, sem que se saiba quantificar o peso de cada uma das tendências.
A arte esquemática não corresponde com uma cultura unitária, senão que parece ser um traço comum de numerosas culturas regionais diferentes, manifestando-se em cada uma delas por diversos meios: cerâmica decorada, arte móvel, pintura rupestre, gravuras rupestres, decoração de megálitos, etc.
A zona Galaico-Minhota, marca uma pauta diferente, pois o seu apogeu ocorre no segundo milênio a.C. (na idade do Bronze), graças, talvez, a contatos com outros povos atlânticos. A zona galaica estendeu a sua influência para toda a faixa ocidental da Península, onde a arte esquemática sobreviveu em forma de gravuras, insculturas e estelas funerárias chamadas estátuas-menir.

## O fenômeno esquemático na Península Ibérica

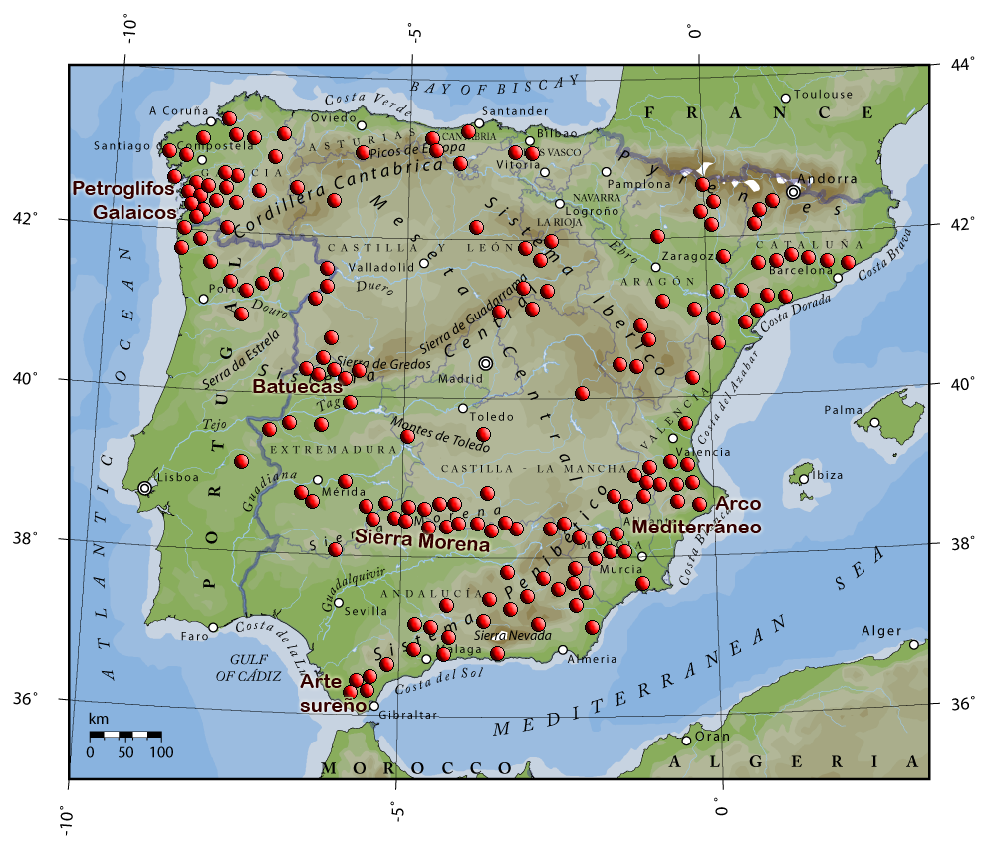
Distribuição da arte esquemática na Península Ibérica

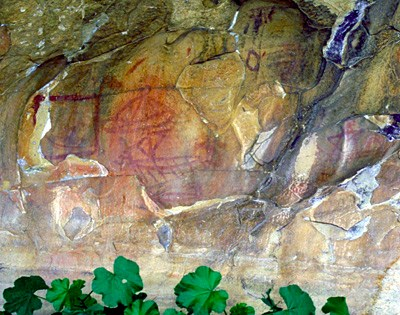
Barcos pintados na caverna da Laja Alta (Cádiz).

Ainda se somente se leve em conta o âmbito peninsular, a arte esquemática carece de uniformidade, ao abranger uma cronologia consideravelmente ampla e ao ser a sua geografia extensa demais, o qual dificulta enormemente o seu estudo e torna quase impossível estabelecer fases ou regiões culturais. Contudo, em geral, acostuma distinguir-se entre uma tendência mais geométrica e de temática restringida, frente de outra mais naturalista e variada, na qual mesmo se aprecia certa intenção narrativa. Porém, não foi atribuído um conteúdo cronológico a esta separação em duas tendências. De qualquer modo, as figuras carecem de ordem compositiva, parecem repartidas aleatoriamente: simplesmente justapostas. Também não há sensação de movimento ou, em todo caso, este é substituído por convencionalismos.
Toda a Península Ibérica possui sítios de arte rupestre esquemática. Embora predomine em zonas montanhosas com disponibilidade de abrigos rochosos, os vazios podem-se encher graças à arte móvel esquemática (pois esta aparece também em sítios situados em vales, campinas e planícies), à que se tem de acrescentar a decoração de muitos megálitos. À parte disso, as maiores concentrações de estações esquemáticas estão nas montanhas da costa levantina, em Sierra Morena e nas serranias circundantes, na bacia baixa do Guadiana e do Guadalquivir (até chegar à província de Cádis), no estuário do Tejo, nas serras centrais da Meseta Central, onde sobressai a região de Las Batuecas (na Serra de Gata, entre Salamanca e Cáceres), com ramificações na província de Ávila, na faixa cantábrica, com extensões até a província de Leão e até um particular núcleo na Galiza que, devido à sua forte pessoalidade atlântica, acostuma ser estudado como fenômeno separado, porém, a margem meridional da distribuição dos petróglifos galaicos (e.g. em Tras-os-Montes e Minho) apresenta uma certa permeabilidade para conceições próprias da Arte Esquemática.
As pesquisas indicam que este estilo artístico tem uma base comum, o esquematismo, mas seria um erro considerá-lo um fenômeno único. Nem sequer um horizonte que abrangesse várias culturas. Mais bem, deve falar-se de vários horizontes e de muitas culturas, fácies e fases de cada uma. Mesmo dentro duma mesma área geográfica e dum período podem conviver diversas tradições de fundo esquemático, embora independentes.
Por exemplo, no Levante espanhol há decorações esquemáticas lineais (consideradas, como mínimo, precedentes epipaleolíticos da arte esquemática) já desde a cerâmica cardial da caverna da Cocina (província de Valência), mas também em estratos não cardiais da caverna de Nerja (Málaga), ambas de fins do quinto milênio a.C. Outro exemplo é o assinalado na Galiza, onde a decoração dos enterramentos em cista tem motivos esquemáticos geométricos angulosos de tradição megalítica, enquanto os petróglifos exteriores têm motivos radicalmente diferentes (espirais, círculos, cervídeos). Os dois são coetâneos, em torno ao terceiro milênio a.C., expressam tradições de base esquemática similar que se separaram ao progredir.
Em vista disso, a maioria dos investigadores coincide em aceitar a existência de regiões estilísticas que coincidiriam com tradições culturais diferentes, embora não se tenham ainda diferenciado com precisão. No máximo fala-se de três focos (o galego-Minhoto, o sulista e o arco levantino); contudo ficam ainda amplas lacunas, e poderia haver mais focos. De fato, detectou-se certa permeabilidade estilística entre as diferentes regiões, o que acrescenta a complexidade.
Porém, é possível identificar uma série de padrões que costumam repetir-se em toda a arte esquemática, em particular a escolha de lugares estratégicos em relação à paisagem circundante, podendo revelar como cada grupo cultural organizava o seu contorno ambiental (embora esse aspeto seja ainda pouco estudado, cabem destacar alguns trabalhos). Entre estes, Ramón Grande del Brío sustem que as estações rupestres esquemáticas seriam centros cultuais com uma estrutura recorrente, com um núcleo principal e uma série de santuários secundários. O lugar principal tende a ser uma ou várias pequenas cavernas que marcam o "domínio vital", rodeado por centros secundários, configurando o território sacralizado. As estações esquemáticas não seriam apenas um signo de sacralização, mas também de domínio sobre uma zona e a paisagem que se domina desde eles. Em qualquer caso, é possível desenvolver os seguintes epígrafes.

## O conteúdo

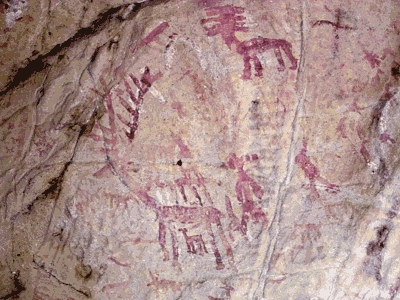
Zoormorfos e antropomorfos no Tajo de las Figuras

As representações refletem uma sociedade urbanizada e hierarquizada, própria de povos com um importante desenvolvimento cultural e tecnológico.
Existiram diversas tentativas de sistematizar a temática da arte levantina, mais todas encontraram com importantes dificuldades, destacando-se os trabalhos de Pilar Acosta, de Gómez Barrera, de Eduardo Ripoll ou de Julian Bécares.
No entanto, a sua temática pode ser classificada em antropomorfa, zoomorfa e a relativa a símbolos e objetos.
Podem distinguir-se três tendências: uma delas possui um esquematismo mais exacerbado, outra um pouco mais naturalista e uma terceira denominada "macroesquemática" (que poderia ser a mais antiga, e ligaria com as últimas etapas do Neolítico).
Contudo, a arte esquemática carece da capacidade narrativa ou temporária aplicável à da Bacia Mediterrânica da Península e doutros tipos de arte esquemática europeia, embora contenha numerosas cenas descritivas e tenha sido definida como uma arte essencialmente conceitual.

### Antropomorfos
A figura humana é um dos motivos mais abundantes; a representação é muito simples, baseando-se primariamente em um traço vertical (o tronco) com braços de diversas tipologias, quer em forma de cruz (†); de dupla cruz (quer ††, quer a letra grega ∏); com a forma de Te, quer com os braços retos, quer com os braços curvados para baixo (andorinhas e ancoriformes), ou para acima (com a forma de Y), e mesmo com os braços em jarra (como a letra Φ grega); também há figuras esquemáticas em X. Um caso especial, pelo seu importante papel simbólico, constitui-o o Indalo do abrigo de Maimón Chico, em Los Vélez (província de Almeria); representa uma figura humana esquemática com os braços estendidos e um arco sobre as mãos. Por último, assinalar que numerosos casos de figuras masculinas têm o pénis assinalado explicitamente (normalmente alonga-se para embaixo o traço que representa o tronco).
| Figuras masculinas      |                               |                             |                          |                   |                   |                   |                      |
|                         |                               |                             |                          |                   |                   |                   |                      |
| Antropomorfo cruciforme | Antropomorfo de braços curvos | Antropomorfo tipo andorinha | Antropomorfo ancoriforme | Antropomorfo em Y | Antropomorfo em Φ | Antropomorfo em X | Antropomorfo sexuado |

#### Possíveis ídolos
Aqui se incluem figuras antropomorfas ambíguas, das quais é difícil assegurar que se trate de seres humanos ou divindades. Às vezes, trata-se, simplesmente de figuras humanas nas quais se incorpora a vestimenta, o que mascara a sua verdadeira aparência. Por exemplo, no «Abrigo de Los Órganos », em Despeñaperros, há possíveis representações duma dança de figuras femininas com o corpo formado por dois triângulos opostos, invertidos, cujos vértices se tocam (seria o tórax e uma saia em boca-de-sino) junto com uma grande cabeça que parece levar uma complicada túnica com rodelas, plumas e cornos.
| Figuras femininas (ídolos?)   |                         |                                     |                                  |
|                               |                         |                                     |                                  |
| Bitriangular, ídolo feminino? | Bitriangular com braços | Bitriangular oculado ou com Rodelas | Figura engalanada, Despeñaperros |

As representações bi-triangulares aparecem em mais cavernas e, não sem controvérsia, interpretam-se como femininas (por comparação com a arte móvel encontrada em alguns megálitos, gravuras e vestígios de povoados do Idade do Bronze inicial). São também interpretadas como femininas as chamadas halteriformes, figuras formadas por um traço vertical e dois ovoides nos extremos (às vezes a esta figura acrescentam traços sob a forma de extremidades, com o que os halteriformes parecem formigas). Por vezes, mesmo se pintam estas possíveis mulheres junto a figuras claramente masculinas, o qual poderia simbolizar uma relação familiar das quais se podem inferir cerimônias ou rituais hierogâmicos (por exemplo, o de Peñaescrita de Fuencaliente, província de Cidade Real).
| Ídolos e hierogamias         |                                       |                                      |                            |
|                              |                                       |                                      |                            |
| Ídolos halteriformes simples | Ídolos halteriformes com extremidades | Casal de Peñaescrita de Fuencaliente | Casal da Virgem do Castelo |

Há, porém, representações claramente relacionadas com ídolos, com fortes paralelismos com temas idênticos aparecidos na cerâmica ou nos ídolos-placa exumados em escavações de povoados, necrópole e dólmens. A sua antiguidade pode remontar, portanto, ao Neolítico. Em primeiro lugar poderíamos citar os Oculados, assim chamados porque os olhos são muito grandes e estão rodeados por linhas que os realçam ou que os encerram. Também há Ídolos-placa, de jeito mais ou menos retangular, ou bi-triangular, com braços esquemáticos, quase idênticos aos aparecidos em dólmens da zona atlântica da Península.
| Ídolos e estelas |               |           |             |
|                  |               |           |             |
| Ídolo oculado    | Ídolo oculado | Soliforme | Esteliforme |

Os soliformes ou esteliformes parecem constituir um segmento à parte, não têm forma humana (embora se incluam aqui por ser considerados ídolos) e são tão variados que é difícil sistematizá-los.

#### Cenas
Não são muito abundantes. De fato consideram-se casos pontuais, entre as quais algumas, já mencionadas, parecem representar hierogamias; outras são "danças rituais" («Valonsadero», província de Sória) ou cenas funerárias. Igualmente há atividades agropecuárias (como o cavalo levado das rédeas em «Peñapascuala», província de Cuenca) e de caça (Caverna do Tajo de las Figuras, província de Cádiz; «Canchal das Cabras Pintadas', Cáceres), mesmo combates.
| Cenas narrativas          |                         |                      |
|                           |                         |                      |
| Dança ritual (itifálica?) | Possível cena funerária | Cena de domesticação |

### Zoomorfos
As representações de animais são muito mais escassas e, dentro dessa escassez, predominam os quadrúpedes e aves, raramente naturalistas, somente identificáveis por detalhes específicos. Os mais abundantes são os quadrúpedes ou «pectiniformes», que consistem em uma simples linha horizontal com traços verticais para embaixo que representam as pernas, e toscas grafias da cabeça. Sobre esta base acrescentam-se traços que permitiriam discriminar diferentes espécies: os cornos em forma de C para os bovídeos, ou em forma de dois arcos paralelos para os caprídeos, ou em forma de candelabro para os cervídeos. Mais difíceis de identificar são os equídeos e os canídeos; de fato, não são identificados animais de tiro (exceto os bovídeos), por mais que algumas representações abstratas poderiam ser, na realidade, carros.
| Zoomorfos    |         |          |          |         |           |
|              |         |          |          |         |           |
| Pectiniforme | Bovídeo | Caprídeo | Cervídeo | Cegonha | Ramiforme |

As aves são escassas, mas muito chamativas, especialmente abundantes no «Tajo de las Figuras» (Cádis). São reconhecíveis pelas suas asas, por terem somente duas patas e uma cabeça muito característica na qual se distingue o pico, mas é complicado determinar a espécie concreta, sendo abundantes os patos e os ciconiformes e os abutres. Um caso à parte são os ramiformes ou homens-abeto, dos quais não se pôde deduzir se se trata de zoomorfos, antropomorfos, ou ídolos (talvez ambos os dois).

### Símbolos e objetos
À parte de seres animados, na arte esquemática abundam os signos de difícil interpretação. Há uma série de geométricos chamados petroglifoides em razão ao seu parecido com os Petróglifos galegos (círculos pintados ou covinhas gravadas, ferraduras, meandros, formas serpeantes ou em ziguezague, séries de pontos ou de traços formando diversos contornos…). Estes quase sempre aparecem junto às representações antropomorfas.
| Petroglifóides |          |          |            |
|                |          |          |            |
| Círculos       | Meandros | Espirais | Ziguezague |

Há, assim mesmo, estruturas retangulares, que alguns investigadores consideram símbolos abstratos e outros a representação de objetos concretos, talvez casas, campos de trabalho.
Em outros casos, a essas estruturas são acrescentados círculos laterais (rodas), adquirindo uma aparência de carros. Isto indica que, quando menos, estas representações são posteriores à sua verificação arqueológica, ou seja, por volta de 800 a.C. Por enquanto, apenas se testemunharam na província de Badajoz. Algo mais frequentes são as zorras, seguramente anteriores cronologicamente. Em nenhum dos casos aparecem animais de tração.
| Estruturas |       |       |       |
|            |       |       |       |
| Tetiforme  | Zorra | Carro | Barca |

Outros signos confusos e contraditórios são as possíveis embarcações, que somente puderam ser observadas na arte rupestre do extremo sul da Península Ibérica, concretamente na Caverna da Laja Alta (província de Cádis). Há outro possível caso no Risco de la Mantequera à beira do Tejo (Estremadura), mas poderia tratar-se duma zorra.
Pela sua parte, as armas são relativamente frequentes, mas tão esquemáticas que é muito difícil identificá-las; em todo caso há arcos e flechas, machados ou alabardas, bumerangue e espadas (estas, somente aparecem em insculturas da idade do Bronze ou posteriores, por exemplo o Ídolo de Peña Tu, em Vidiago, Astúrias).
| Armas e ferramentas |         |              |      |
|                     |         |              |      |
| Enxada              | Machada | Pau ou lança | Arco |

## A técnica

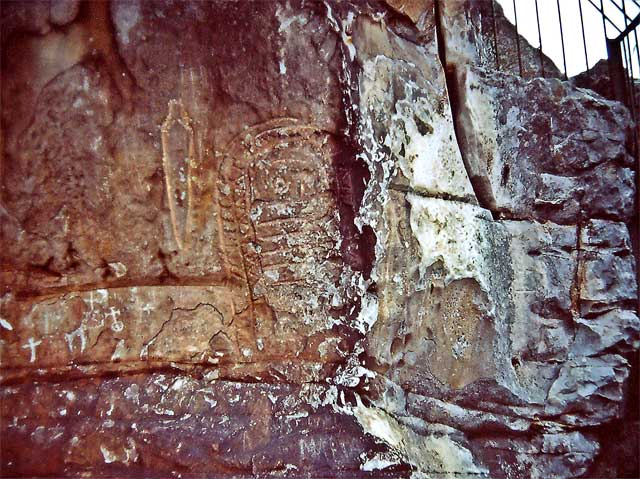
Ídolo de Peña Tú de Vidiago, Astúrias

Embora a maior parte da arte esquemática espanhola consista em pinturas rupestres, alguns casos são gravuras ou insculturas.
No caso das pinturas, trata-se de tintas monocolor ou simples traços grossos, mais irregulares. Mais raramente aparece o pontuado ou tamponado, que é usado para delimitar contornos internos ou externos, bem como para rechear algumas figuras. A cor predominante é a ocre vermelha, sendo mais rara o preto ou, mesmo, o branco. Todas as figuras são monocromas (quando se detectaram figuras bícromas, as pesquisas demonstraram que são repintes)
No caso das gravuras ou insculturas, é habitual que estas se associem também a pinturas. De qualquer modo, a técnica mais usada é o martelado largo. O exemplo mais conhecido é o chamado ídolo de Peña Tu de Vidiago (Astúrias), no qual o deterioro da rocha apagou grande parte dos pigmentos.
Embora a Arte esquemática seja em essência rupestre, os "horizontes calcolíticos" associados a Los Millares e os seus similares do restante da Península deparam uma série de objetos cuja decoração tem motivos equiparáveis (oculados, zoomorfos, soliformes, motivos geométricos, etc.), pelo qual também se poderia falar de Arte móvel esquemática, que, por outro lado, ajudaria a datar a arte rupestre. Em concreto, em quase toda a Península, incluído o hinterland de Los Millares (na Espanha) e de Vila Nova de São Pedro (em Portugal).
A isto se tem de acrescentar a decoração dos ortóstatos dos megálitos peninsulares, que se conserva em raras ocasiões, mas que se fazia com temas e técnicas praticamente idênticas às da arte rupestre (pintura e inscultura).
Durante a Idade do Bronze o panorama cambia, a arte móvel é diferente da esquemática, com esta em regressão, mas há expressões que se podem associar com os petróglifos galaico-portugueses, sobretudo na faixa atlântica da Península (Galiza, Portugal e todo o oeste espanhol), onde amiúdam certas esculturas toscas e de tamanho considerável, embora de diversas tipologias, chamadas ídolos-estela ou estátuas-menir nas quais se representam antropomorfos esquematizados, com diversos convencionalismos e armas de bronze (lanças, escudos, punhais, espadas…).

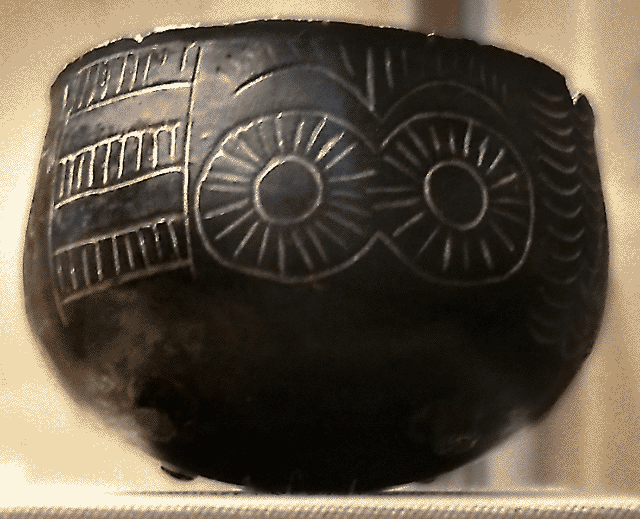
Tigela oculada do povoado calcolítico de Los Millares (Almeria)
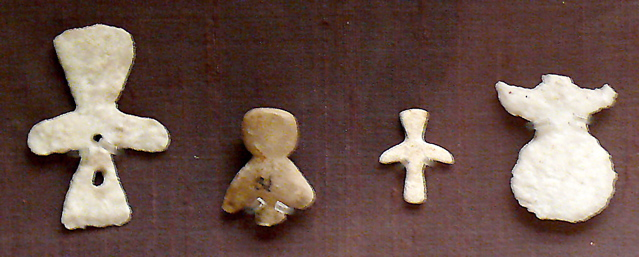
Pequenos Ídolos femininos do âmbito megalítico peninsular (Estremadura)
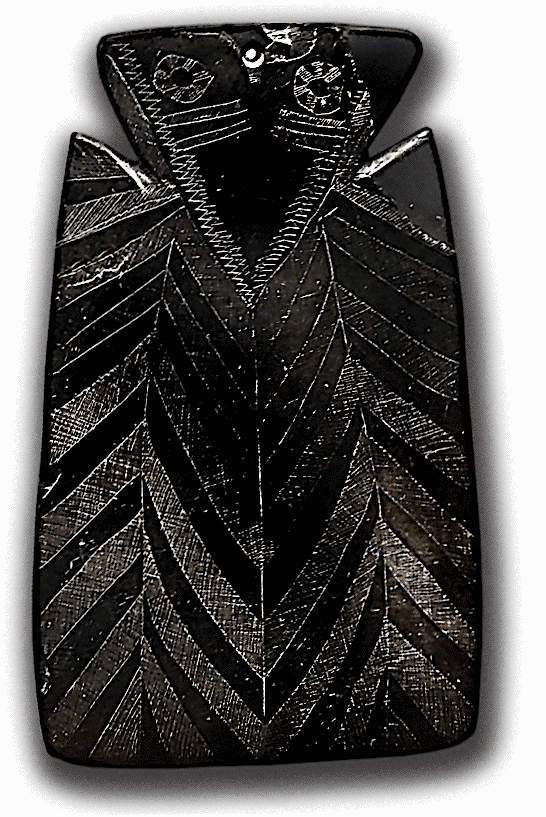
Ídolo-placa feminino com semelhanças aos bi-triangulares esquemáticos
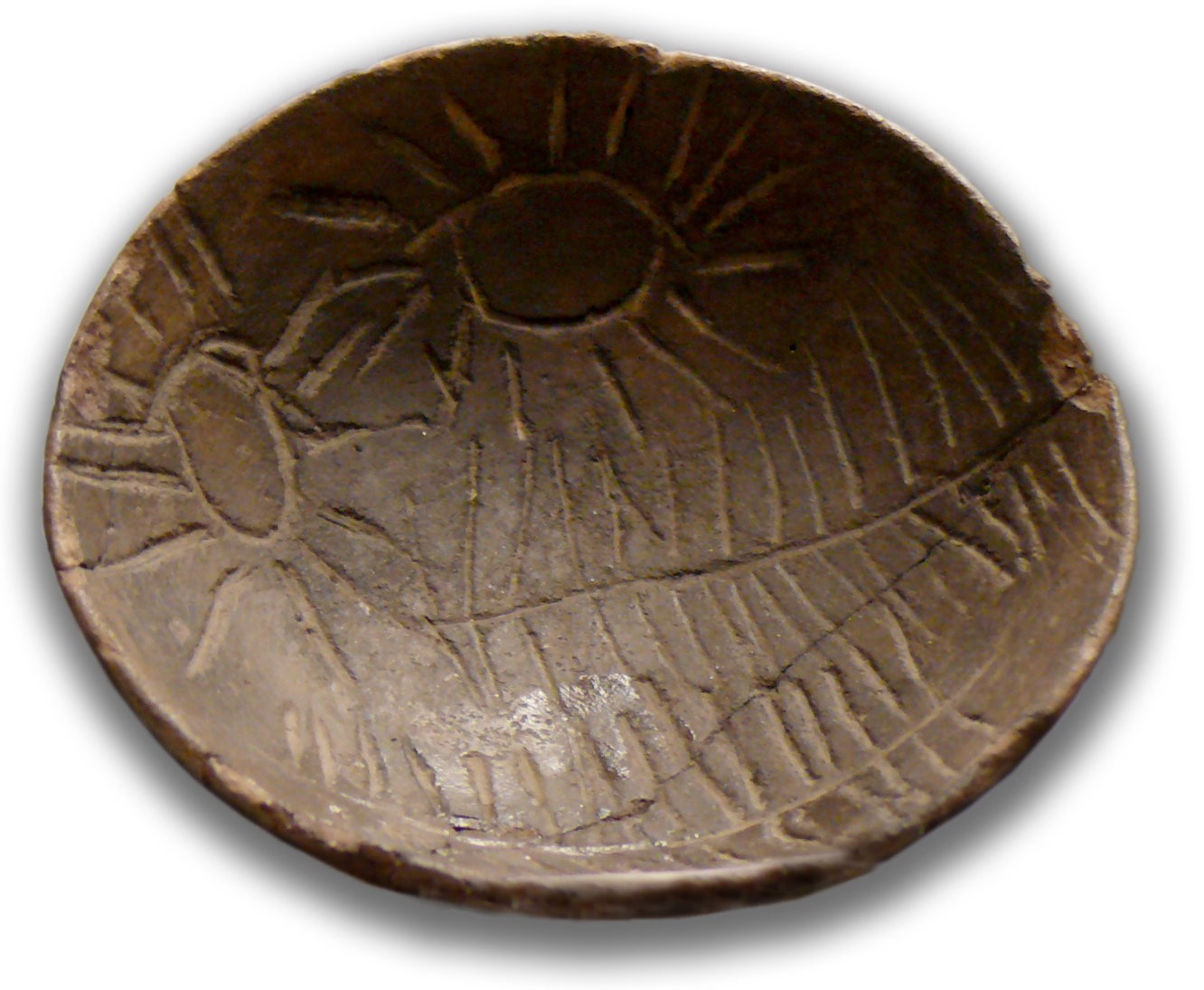
Cerâmica incisa com soliformes do povoado almeriense de Los Millares

## Origem e cronologia
O esquematismo não pode ser considerado, por si mesmo, um indicador cronológico, pois já aparece no Paleolítico superior e percebe-se em certas cenas da Arte Levantina espanhola. Quanto à sua datação, embora tudo pareça indicar que é próprio de povos peninsulares entre o Neolítico e a idade do Ferro, é difícil precisar.
Eduardo Ripoll considera que entre a arte Levantina e a Esquemática há uma forte relação, de fato, acha que esta deriva daquela (por degeneração evolutiva), propondo uma fase de transição. Ripoll, além disso, indica que a arte esquemática tem uma extensão geográfica muito maior, que se iria estendendo, pouco a pouco, da faixa mediterrânea para o interior, atingindo a Meseta e as costas atlânticas. Para suster estas ideias apoia-se nas comparações que faz com os achados de culturas como Los Millares (onde aparecem triângulos ponteados, ídolos oculados, cervídeos), o sítio de Palmela, o de Las Carolinas e o de Vélez Blanco: cerâmica decorada, arte móvel, plaquetas, pequenos ídolos retangulares, baculiformes, meias-luas, ancoriformes, etc. Aos objetos artísticos acrescenta outros como os carros ou as armas.

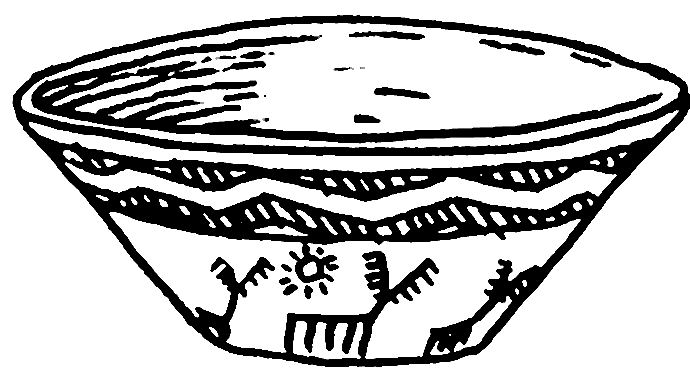
Tigela do calcolítico madrileno com cervos esquemáticos e soliforme
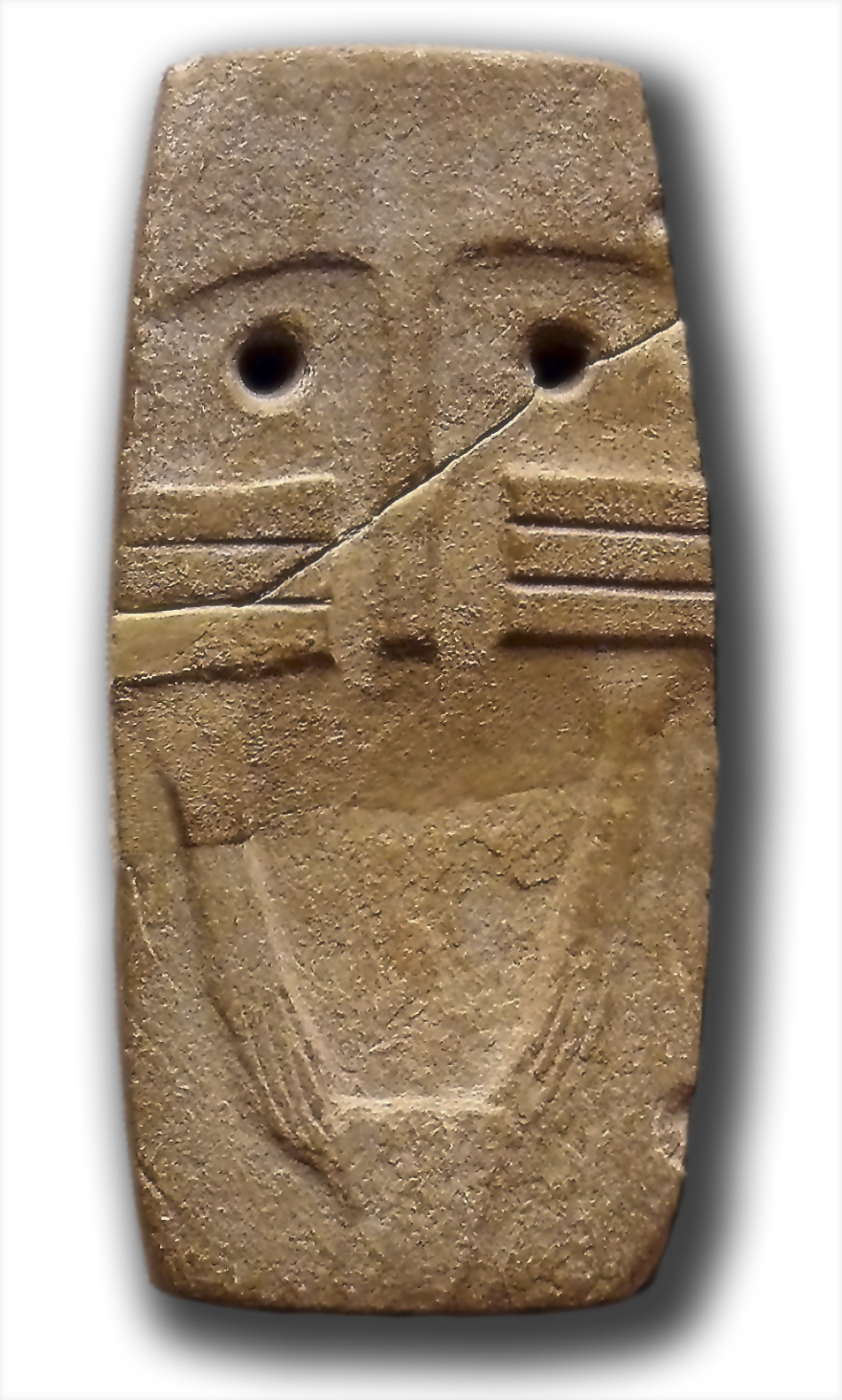
Ídolo com os olhos ressaltados por incisões verticais. Possui braços estilizados
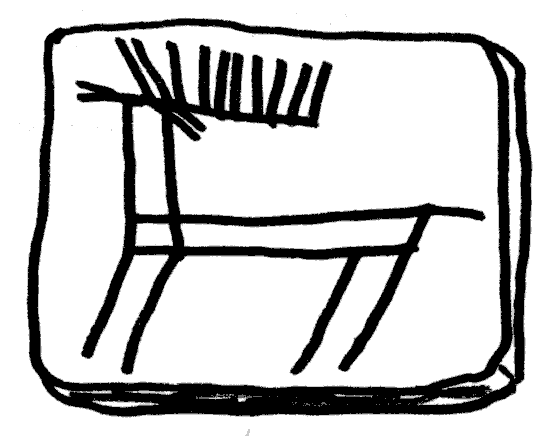
Placa gravada com cervídeo esquemático de Vila Nova de São Pedro (Portugal)

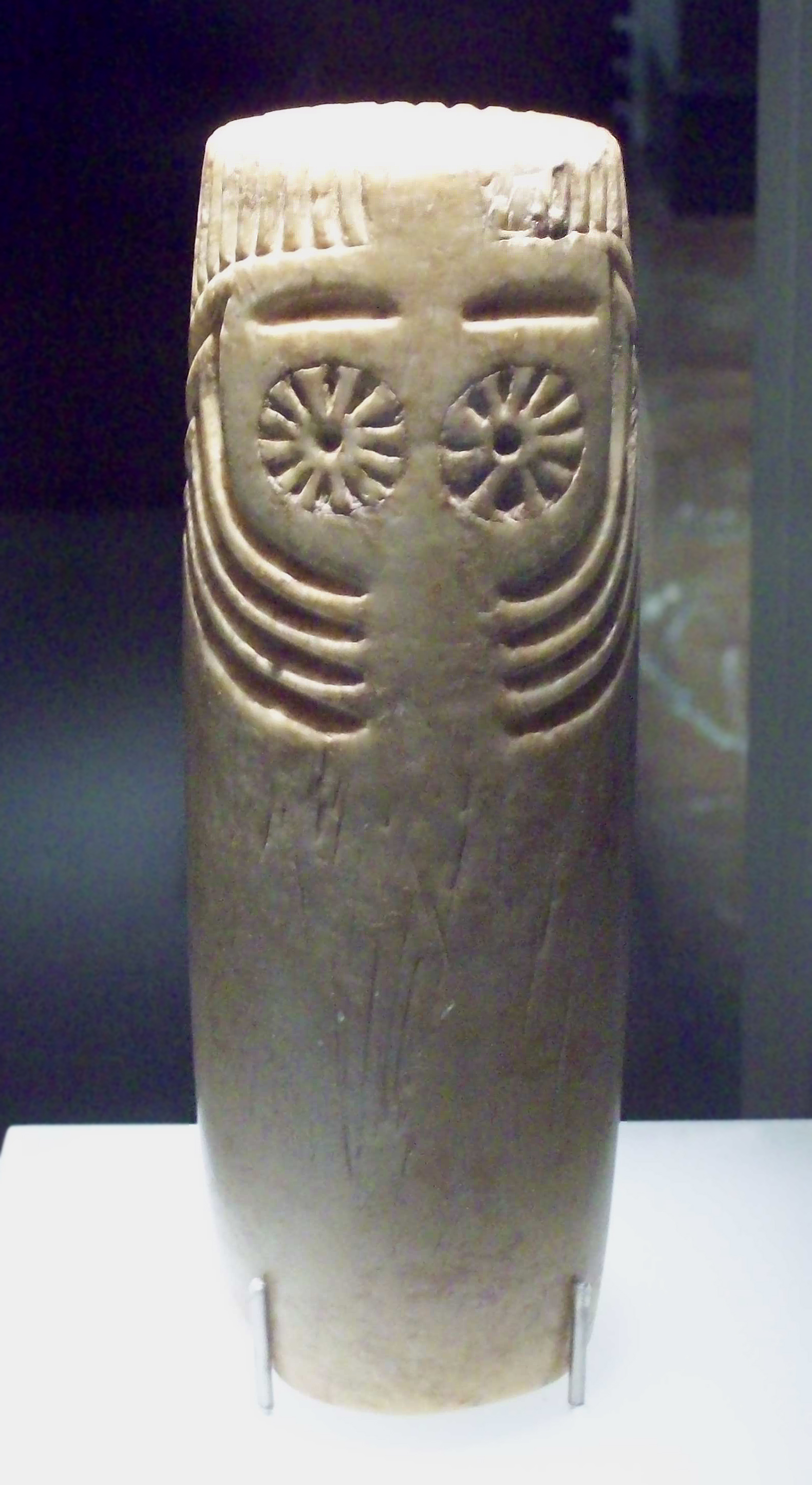
Ídolo oculado chamado "de Estremadura" (Calcolítico, M.A.N., Madrid).

Outro investigador, o professor Antonio Beltrán Martínez, nega a relação filética entre a arte Levantina e a Esquemática, embora admita que puderam ser contemporâneas por algum tempo: há abrigos rochosos nos quais a Esquemática se superpõe à Levantina e outros nos quais ocorre o contrário. Este especialista acredita que não houve uma evolução cultural mas uma ruptura, na aparição de novas gentes, exploradores estrangeiros, com novas crenças e diferentes tendências artísticas. Nomeadamente, acredita que a chegada do metal à Península afetou profundamente os povos indígenas (embora não esteja claro se houve colonização ou somente aculturação). Propõe como núcleos originários, os do sul e sudeste, zonas nas quais se testemunham as primeiras presenças de forasteiros à procura do ouro e cobre hispânicos. Dali, este novo horizonte estender-se-ia por toda a zona, criando culturas variadas e independentes, como a da Galiza, com os seus inconfundíveis petróglifos. Este conglomerado de horizontes culturais, associado à arte esquemática, predominaria toda a idade do Bronze, e mesmo durante o começo da idade do Ferro. Com a consolidação das culturas da idade do Ferro, a arte esquemática iria desaparecendo.
Francisco Jordá Cerdá não coincide com Beltrán, pois recusa as influências forâneas, defendendo uma evolução nativa cujo núcleo estaria no Sistema Bético e Sierra Morena. Mas no que mais se destacam as teses de Jordá é em considerar que a arte esquemática não é posterior nem derivada da Levantina, e que na realidade poderia responder a uma estilização por aculturação desta. Baseia-se nos achados (epipaleolíticos) supracitados de decoração esquemática lineal na caverna da Cocina e na de Nerja (finais do quinto milênio a.C.).
Contudo, todas estas explicações falham em considerar o fenômeno esquemático como uma unidade em toda a Península. Igualmente a tendência atual é compaginar a influência orientalizante calcolítica, com a evolução local neolítica, aceitando, mesmo, vários focos emissores originários para o esquematismo peninsular. Por exemplo, parece haver acordo em que a aparição dos ídolos oculados calcolíticos (que aparecem na arte móvel, na cerâmica, nos dolmens e nas pinturas rupestres) revela a influência de povos mediterrâneos extra-peninsulares; porém, ao mesmo tempo, a sua evolução posterior e a sua difusão geográfica vão acompanhadas por transformações próprias de dinâmicas evolutivas regionais. Por exemplo, Pilar Acosta vê a transformação dos «olhos» em figuras soliformes como uma prova da contribuição indígena de raiz neolítica para as inovações calcolíticas forâneas. Por outro lado, as influências externas não somente deveram vir do Mediterrâneo, em vista das peculiaridades da zona galaica que se poderiam explicar pelos contatos com outras culturas atlânticas. De fato, observa-se pelos motivos representados que a idiossincrasia galaica já estava plenamente formada no terceiro milênio a.C., o qual indica que a origem dos seus petróglifos seria muito anterior, contemporânea mesmo com a aculturação orientalizante no Mediterrâneo.

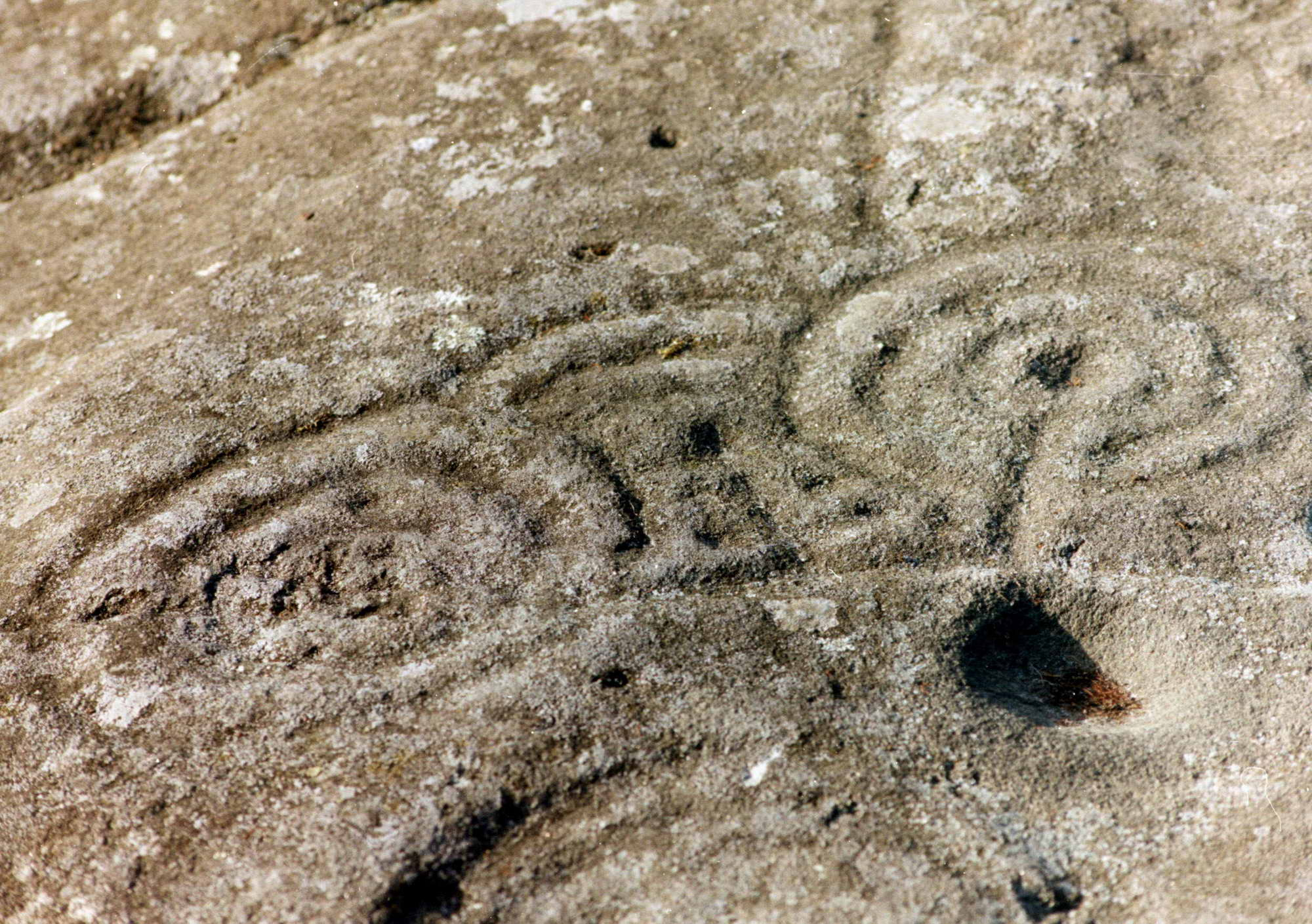
Petróglifos galaico-portugueses: meandros
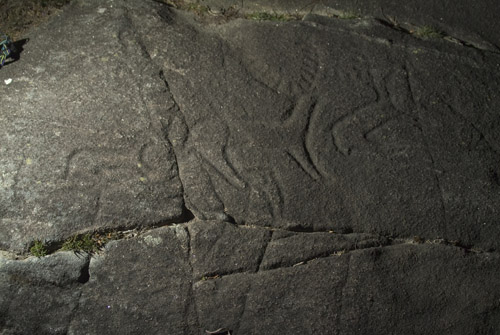
Petróglifos galaico-portugueses: cervídeos
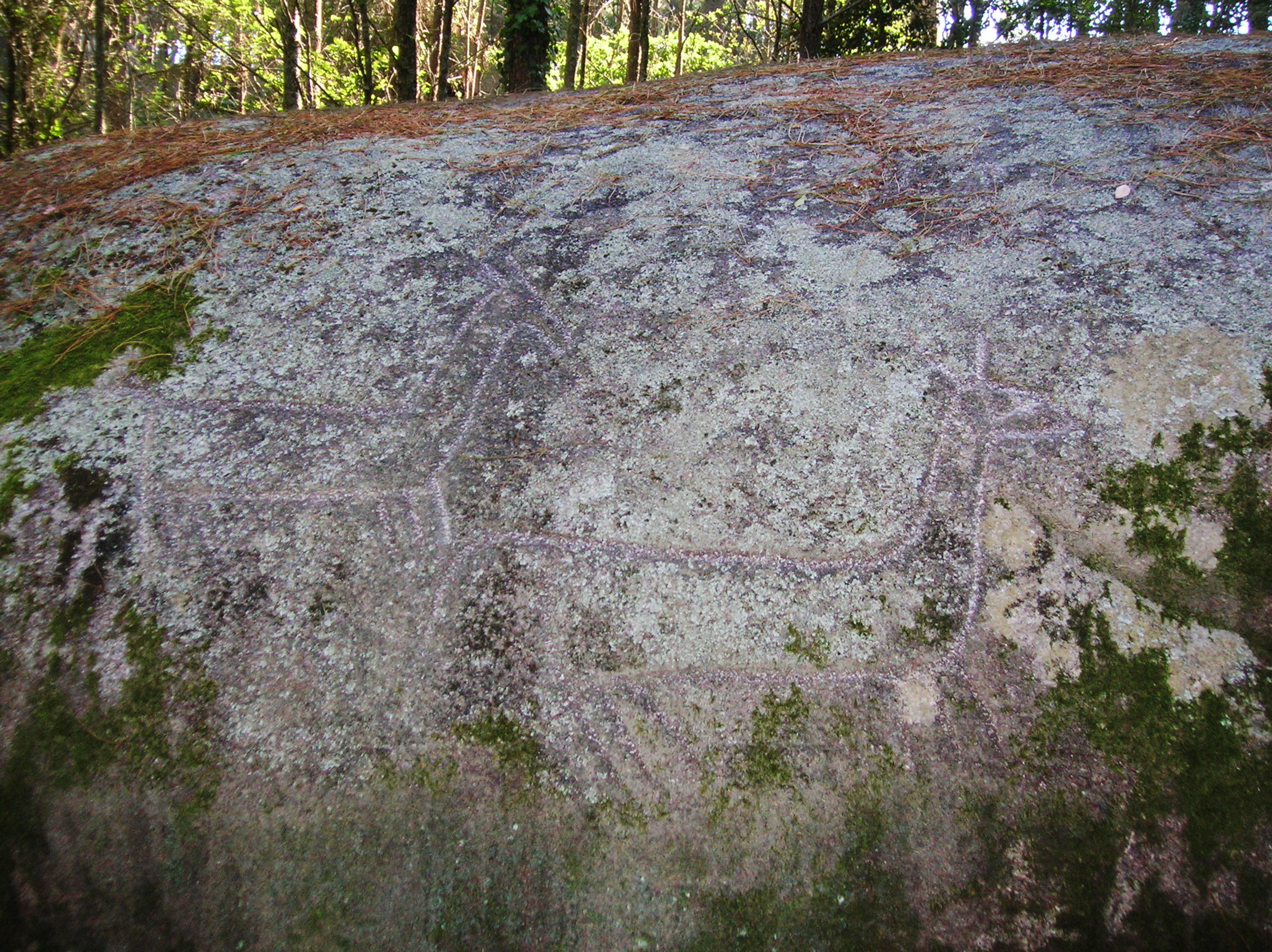
Petróglifos galaico-portugueses: caprídeos

Durante a idade do Bronze, a fragmentação do fenômeno esquemático peninsular parece aumentar; a sua constatação cronológica faz-se através das armas representadas (ausentes até então): no noroeste os petróglifos seguem o seu próprio caminho, muito relacionado com outros povos atlânticos nortenhos, mas mantendo tradições megalíticas. De fato, a Idade do Bronze parece o momento de maior auge dos petróglifos ao ar livre. Paralelamente, toda a faixa ocidental da Península vê-se influenciada. De fato, no segundo milênio a.C. a arte esquemática manifesta-se em forma de gravuras e de estátuas-menir.
Por outro lado, na Andaluzia e no Levante espanhol, coincidindo com o surgimento da cultura de El Argar, a arte esquemática parece sofrer um forte retrocesso, ficando relegada a alguns objetos cerâmicos e de arte móvel (e, marginalmente, em escassos sítios rupestres, como é o caso da caverna da Laja Alta, em Jimena de la Frontera, província de Cádis. Esta é considerada, pela temática das suas representações (embarcações), a manifestação mais moderna do esquematismo na zona, datada no primeiro milênio, e deslindada da tradição esquemática geral).